# Championnat de Slovaquie de football 2024-2025
Navigation
Édition précédente Édition suivante
Le championnat de Slovaquie 2024-2025 est la 32e édition du championnat de Slovaquie de football. Lors de cette saison, le ŠK Slovan Bratislava défend son titre face à 11 autres équipes.
En fin de saison le ŠK Slovan Bratislava remporte son 15e titre de champion de Slovaquie et son septième d'affilé.

## Organisation
Les douze clubs se rencontrent en matchs aller et retour, après la 22e journée le championnat est scindé en deux, les six premiers se retrouvent dans un mini-championnat en gardant les points acquis lors de la saison régulière pour déterminer le champion et les qualifications européennes.
Les six derniers se retrouvant dans un autre mini-championnat pour déterminer le barragiste qui affrontera le deuxième de MONACObet Liga, et le club qui sera relégué.
Trois places qualificatives pour les compétitions européennes seront attribuées par le biais du premier mini-championnat (1 place au deuxième tour de qualification de la Ligue des champions 2025-2026 et 2 places au deuxième tour de qualification de la Ligue Conférence 2025-2026), ainsi qu'une autre place au premier tour de qualification de la Ligue Europa 2025-2026 pour le vainqueur de la Coupe de Slovaquie.

## Participants
| \| D. Streda Ružomberok Podbrezová S. Bratislava Košice Trnava Banská Bystrica Trenčín Z. Michalovce Komárno Žilina Skalica \| Localisation des clubs. |
| D. Streda Ružomberok Podbrezová S. Bratislava Košice Trnava Banská Bystrica Trenčín Z. Michalovce Komárno Žilina Skalica                               |

Légende des couleurs
- Premier tour de qualification de la Ligue des Champions 2024-2025
- Premier tour de qualification de la Ligue Europa 2024-2025
- Deuxième tour de qualification de la Ligue Conférence 2024-2025
- Promu de deuxième division

| Club                        | Se maintient depuis | Classement 2023-2024 | Stade                     | Capacité théorique |
| --------------------------- | ------------------- | -------------------- | ------------------------- | ------------------ |
| ŠK Slovan Bratislava        | 2006                | 1er                  | Tehelné pole              | 22 500             |
| FC DAC 1904 Dunajská Streda | 2013                | 2e                   | MOL Aréna                 | 12 700             |
| FC Spartak Trnava           | 2002                | 3e                   | Stade Antona Malatinského | 19 200             |
| MŠK Žilina                  | 1996                | 4e                   | Stade Pod Dubňom          | 11 313             |
| MFK Ružomberok              | 1997                | 5e                   | Stade Pod Čebraťom        | 4 817              |
| FK Železiarne Podbrezová    | 2022                | 6e                   | ZELPO Aréna               | 4 061              |
| FK Dukla Banská Bystrica    | 2022                | 7e                   | Štadión SNP               | 7 900              |
| FK AS Trenčín               | 2011                | 8e                   | Stade na Sihoti           | 3 500              |
| MFK Skalica                 | 2022                | 9e                   | Mestský štadión Skalica   | 1 500              |
| FC Košice                   | 2023                | 10e                  | Košická futbalová aréna   | 12 555             |
| MFK Zemplín Michalovce      | 2015                | 11e                  | Zemplin Stadion           | 4 440              |
| KFC Komárno                 | 2024                | 1er (D2)             | ViOn Aréna                | 4 000              |

## Première phase
| Rang | Équipe                      | Pts | J  | G  | N  | P  | Bp | Bc | Diff |
| ---- | --------------------------- | --- | -- | -- | -- | -- | -- | -- | ---- |
| 1    | ŠK Slovan Bratislava T      | 49  | 22 | 15 | 4  | 3  | 48 | 25 | +23  |
| 2    | MŠK Žilina                  | 45  | 22 | 13 | 6  | 3  | 42 | 20 | +22  |
| 3    | FC Spartak Trnava           | 44  | 22 | 12 | 8  | 2  | 34 | 17 | +17  |
| 4    | FC DAC 1904 Dunajská Streda | 32  | 22 | 8  | 8  | 6  | 32 | 22 | +10  |
| 5    | FK Železiarne Podbrezová    | 30  | 22 | 7  | 9  | 6  | 31 | 29 | +2   |
| 6    | FC Košice                   | 29  | 22 | 7  | 8  | 7  | 31 | 25 | +6   |
| 7    | MFK Zemplín Michalovce      | 27  | 22 | 6  | 9  | 7  | 28 | 34 | -6   |
| 8    | KFC Komárno P               | 22  | 22 | 6  | 4  | 12 | 24 | 38 | -14  |
| 9    | MFK Ružomberok              | 20  | 22 | 5  | 5  | 12 | 22 | 39 | -17  |
| 10   | FK AS Trenčín               | 20  | 22 | 3  | 11 | 8  | 22 | 35 | -13  |
| 11   | MFK Skalica                 | 19  | 22 | 4  | 7  | 11 | 21 | 35 | -14  |
| 12   | FK Dukla Banská Bystrica    | 17  | 22 | 4  | 5  | 13 | 22 | 38 | -16  |

Qualifications
- 1er au 6e : Groupe championnat
- 7e au 12e : Groupe relégation

Abréviations

## Deuxième phase

### Groupe championnat
| Rang | Équipe                      | Pts | J  | G  | N  | P  | Bp | Bc | Diff |
| ---- | --------------------------- | --- | -- | -- | -- | -- | -- | -- | ---- |
| 1    | ŠK Slovan Bratislava T      | 72  | 32 | 22 | 6  | 4  | 74 | 39 | +35  |
| 2    | MŠK Žilina                  | 54  | 32 | 15 | 9  | 8  | 55 | 40 | +15  |
| 3    | FC Spartak Trnava C         | 52  | 32 | 14 | 10 | 8  | 46 | 34 | +12  |
| 4    | FC DAC 1904 Dunajská Streda | 51  | 32 | 13 | 12 | 7  | 48 | 34 | +14  |
| 5    | FC Košice                   | 44  | 32 | 11 | 11 | 10 | 45 | 38 | +7   |
| 6    | FK Železiarne Podbrezová    | 37  | 32 | 8  | 13 | 11 | 40 | 43 | -3   |

Qualifications européennes
Ligue des champions 2025-2026
- 1er : deuxième tour de qualification

Ligue Europa 2025-2026
- C : premier tour de qualification

Ligue Conférence 2025-2026
- 2e et vainqueur des barrages : deuxième tour de qualification

Barrage pour la Ligue Conférence 2025-2026
- 4e au 6e

Abréviations

### Groupe relégation
| Rang | Équipe                   | Pts | J  | G  | N  | P  | Bp | Bc | Diff |
| ---- | ------------------------ | --- | -- | -- | -- | -- | -- | -- | ---- |
| 1    | MFK Zemplín Michalovce   | 40  | 32 | 10 | 10 | 12 | 48 | 56 | -8   |
| 2    | KFC Komárno P            | 39  | 32 | 11 | 6  | 15 | 36 | 48 | -12  |
| 3    | MFK Skalica              | 38  | 32 | 10 | 8  | 14 | 36 | 45 | -9   |
| 4    | MFK Ružomberok           | 36  | 32 | 10 | 6  | 16 | 35 | 50 | -15  |
| 5    | FK AS Trenčín            | 35  | 32 | 7  | 14 | 11 | 37 | 48 | -11  |
| 6    | FK Dukla Banská Bystrica | 22  | 32 | 5  | 7  | 20 | 35 | 60 | -25  |

Relégation en deuxième division
- 5e : barrages de relégation
- 6e : relégation

Abréviations
P : Promu de deuxième division

## Barrages pour la Ligue Conférence
Comme le vainqueur de la Coupe de Slovaquie, FC Spartak Trnava, termine troisième et qu'il est qualifié pour la Ligue Europa, il ne participe pas aux barrages. Les clubs participants sont ceux de la quatrième à la septième place.

### Demi-finales
| Équipe 1                    | Résultat      | Équipe 2                 |
| --------------------------- | ------------- | ------------------------ |
| FC DAC 1904 Dunajská Streda | 2 - 1         | MFK Zemplín Michalovce   |
| FC Košice                   | 2 - 2 tab 4-5 | FK Železiarne Podbrezová |

Légende des couleurs
- Qualification pour la finale des barrages.

### Finale
| Équipe 1                    | Résultat | Équipe 2                 |
| --------------------------- | -------- | ------------------------ |
| FC DAC 1904 Dunajská Streda | 3 - 2    | FK Železiarne Podbrezová |

Légende des couleurs
- Qualification pour le deuxième tour de qualification de la Ligue Conférence 2025-2026.

Le Dunajská Streda sera finalement exclu par l'UEFA de la Ligue Conférence 2025-2026, le club faisant partie du même groupe que le club hongrois de Gyor également qualifié pour la compétition. Le 16 juillet 2025 l'UEFA annonce son remplacement par le FC Košice.

## Barrages de relégation
| Équipe 1                   | Résultat | Équipe 2      | Aller | Retour |
| -------------------------- | -------- | ------------- | ----- | ------ |
| FC ViOn Zlaté Moravce (D2) | 3 - 5    | FK AS Trenčín | 1 - 1 | 2 - 4  |

Légende des couleurs
- Le club se maintient en première division.
- Le club reste en deuxième division.

## Bilan de la saison
| Championnat de Slovaquie de football 2024-2025                        |                                  |
| Champion                                                              | ŠK Slovan Bratislava (15e titre) |
| Coupes et trophées                                                    |                                  |
| Vainqueur de la Coupe de Slovaquie 2024-2025                          | FC Spartak Trnava                |
| Qualifications continentales                                          |                                  |
| Ligue des champions 2025-2026                                         | ŠK Slovan Bratislava             |
| Ligue Europa 2025-2026                                                | FC Spartak Trnava                |
| Ligue Conférence 2025-2026                                            | FK DAC 1904 Dunajská Streda      |
| Ligue Conférence 2025-2026                                            | MŠK Žilina                       |
| Promotions et relégations                                             |                                  |
| Promus en Championnat de Slovaquie de football                        | 1. FC Tatran Prešov              |
| Relégués en Championnat de Slovaquie de football de deuxième division | FK Dukla Banská Bystrica         |